# Luigi Orlando (imprenditore)
Luigi Orlando (Livorno, 1862 – Milano, 1933) è stato un ingegnere italiano, appartenente alla terza generazione della famiglia Orlando.
Egli è stato uno dei protagonisti del risorgimento industriale italiano insieme al fratello Giuseppe Orlando che si occupò principalmente dei Cantiere navale Orlando. Fu il primo presidente del Patronato Provinciale degli Orfani di Guerra di Livorno, gli assistiti ebbero le prime cure mediche a domicilio. Formò la prima colonia montana a Limestre, nei locali della Metallurgica; sostenne la Casa dei Bambini di Livorno; fondò, a Fornaci di Barga, l'Asilo Giovanni Pascoli per la rieducazione degli orfani di guerra, dotandola di una colonia agricola, passata, successivamente, allo Stato. A Livorno fondò, inoltre, la casa del Mutilato di Guerra con annessa officina ortopedica.

## Biografia
Orlando una volta liquidato dall'attività cantieristica dal fratello Giuseppe comprò da un gruppo di francesi la Società Metallurgica Italiana nel 1902. La SMI era una società metallurgica con tre stabilimenti situati a Limestre, Livorno e Mammiano.
Orlando fondò, nel 1905, la SELT - Società Ligure Toscana di Elettricità con il sostegno del gruppo industriale degli Odero di Genova e della Banca Commerciale Italiana. La SELT iniziò lo sfruttamento idroelettrico della Garfagnana, l'area regionale più ricca di acque e di salti di quota. Nel 1923 una complessa manovra finanziaria portò alla fusione della SELT con la Valdarno e al controllo da parte della nuova società del pacchetto azionario della Società Elettrica dell'Italia Centrale (proprietaria del grande impianto di Nera Montoro in Umbria). L'operazione, condotta da Alberto Lodolo con il sostegno di importanti gruppi industriali e finanziari (Bastogi, Orlando, Credito Italiano, Banco di Roma e Banca Commerciale), coadiuvati dalla Mediobanca, portò alla costituzione della società finanziaria Centrale che in breve tempo controllò le più importanti società elettriche della Toscana e del Lazio (tra cui la Romana di Elettricità) e la società telefonica TETI. Nel dopoguerra, dopo la ricostruzione e l'ammodernamento degli impianti distrutti (la maggior parte di quelli esistenti), la Selt-Valdarno continuò lo sfruttamento idroelettrico del bacino imbrifero del Serchio e più tardi dell'Arno. Per il bilancio energetico regionale fu determinante, soprattutto a partire da questo secondo dopoguerra, il contributo degli impianti termici di Livorno, Piombino, Portoferraio, S. Barbara.
La TETI (Società Telefonica Tirrenica) fu fondata il 15 ottobre 1924 da Luigi Orlando e da Alberto Pirelli in una sorta di joint venture tra il gruppo Orlando e la Pirelli. Nei primi anni di attività la Teti fece grandi progressi dal punto di vista tecnologico, tanto da incrementare i suoi abbonati dai 37.000 del 1925 ad oltre 108.464 nel 1933, e nonostante la crisi degli anni Trenta e lo scoppio della seconda guerra mondiale, continuò a incrementare i suoi abbonati passando da 156.545 del 1939 a 668.337 nel 1957. Entrata in orbita della holding di partecipazioni denominata "Centrale" nel 1958 entra nell'orbita IRI-STET fino ad essere incorporata nella SIP nel 1964. La TETI e la Centrale furono le principali aziende telefoniche ed elettriche nel Centro Italia fino alla nazionalizzazione dei settori degli anni sessanta.